# Paracyriothasastes marmoreus
Paracyriothasastes marmoreus là một loài bọ cánh cứng trong họ Cerambycidae.